# Эрзянь Мастор (газета)

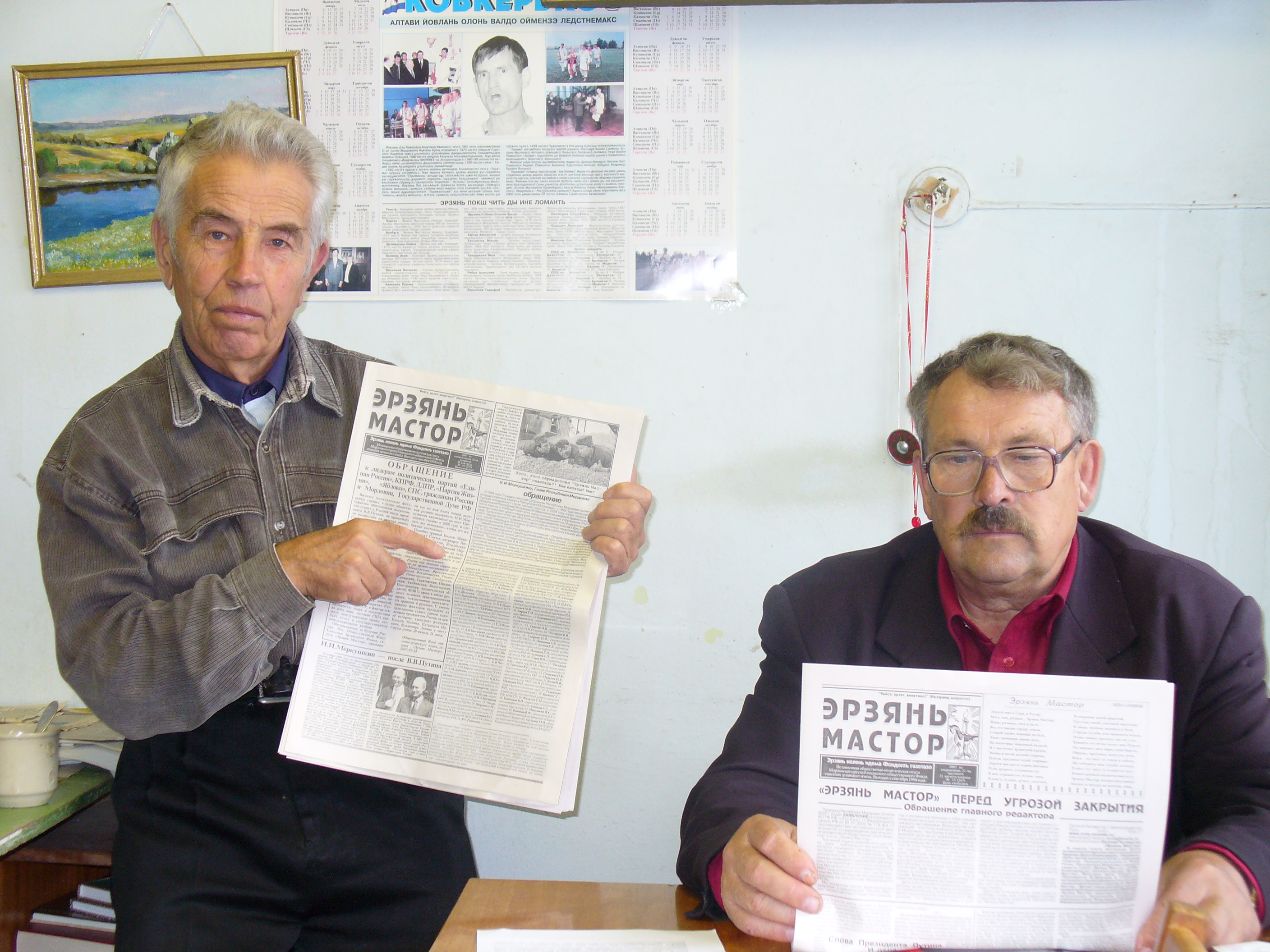
Издатели газеты «Эрзянь Мастор»

«Эрзянь Мастор» (с эрз. — «Страна эрзян») — независимая общественно-политическая эрзянская газета, издаваемая в Саранске. Публикации газеты выходят на эрзянском и русском языках.

## История создания
Учреждена 20 сентября 1994 года Мордовским республиканским общественным Фондом спасения эрзянского языка имени Анатолия Рябова (первоначальное название фонда). Первый редактор — А. М. Шаронов, тогда доцент Мордовского государственного университета имени Н. П. Огарёва. После выхода двух номеров редактором газеты стала Маризь Кемаль, поэтесса, ответственный секретарь эрзянского детского журнала «Чилисема». Под её руководством вышел один номер газеты.
С декабря 1994 года по 2016 год главным редактором газеты «Эрзянь Мастор» являлся Евгений Четвергов (Нуянь Видяз), кандидат сельскохозяйственных наук, бывший доцент Мордовского госуниверситета им. Н. П. Огарёва. В 2016-19 редакцию возглавляла Ольга Кузоваткина. С 2019 года по настоящее время главным редактором является Татьяна Ларина, председатель Фонда спасения эрзянского языка.

## Тематика публикаций
Основная тематика публикаций газеты: проблемы сохранения эрзянского языка и литературы, пропаганда культуры финно-угорских народов, национальная политика, история и религия. Многие читатели газеты живут далеко в диаспорах, тем самым оторваны от исторической родины, и именно «Эрзянь Мастор» делится свежей информацией о события проходящих в Мордовии и местах компактного проживания эрзян. Кроме этого, в материалах газеты отражаются аналитические материалы по состоянию эрзянского и мокшанского языков, и методов сохранения и национальной идентификации данных народов.

## Корреспонденты и сотрудничество
Редакция газеты состоит из собственных корреспондентов со всей страны. С первого номера заявили о себе, определив идейную направленность издания, Аношонь Тумай (Николай Аношкин) из Лукоянова Нижегородской области, Маризь Кемаль (Раиса Кемайкина), Раиса Щанскина (Саранск). Вскоре в «Эрзянь Мастор» были опубликованы «Письма далекого друга» Ореста Ткаченко, доктора-филолога, члена-корреспондента Украинской академии наук из Киева. Вслед за ним оценил значимость издания другой киевлянин — Ожомасонь Кирдя (Ростислав Мартинюк). В «Эрзянь Мастор» стал публиковаться Алексей Лежиков, дипломат, журналист-международник из Москвы. Несколько позднее начали активно сотрудничать Николай Ревизов, известный в Мордовии фотохудожник и поэт; и Иван Ефимов, доцент МГУ им. Н. П. Огарёва. Большую информационную помощь оказывает газете Эрюш Вежай (Борис Ерюшов), самарский эрзянин из Мурманской области, моряк и поэт-любитель. Постоянно печатается на страницах газеты Мария Биушкина, кандидат филологических наук (Москва). Поддерживает связь с редакцией газеты член Союза писателей России Тимофей Тимин.
Печатаются в газете Калаганонь Керяз (Петр Рябов), Константин Прокаев, Алексей Куприянов (Пенза), Дригань Толай (Анатолий Осипов) из Самары, Михаил Безаев и Терушань Сергу из Нижнего Новгорода, Петр Еказаков, Григорий Батаев, Татьяна Ковалёва (Саранск), Александр Трифонов (Москва).
«Эрзянь Мастор» активно сотрудничает с представителями финно-угорских общественных организаций (Марий Эл, Коми, Удмуртии, Ханты-Мансийского автономного округа, а также Эстонии, Финляндии и Венгрии).
В 2017 году газета перешла на лицензию Creative Commons Attribution 4.0, сообщение о чём появилось на четвёртой полосе газеты № 502 от 31 июля 2017 года.

## Тираж и регионы распространения
С января 1999 года «Эрзянь Мастор» выходит два раза в месяц в четыре полосы формата А3. Число подписчиков постоянно менялось по годам. Тираж доходил до 6000. В последнее время тираж постоянно сокращается, снизившись в 2020 году до 200 экземпляров. Это напрямую зависит от финансовых возможностей и методом доставки до читателя. Газета распространяется методом «сетевой подписки» на территории России, в местах компактного проживания эрзянского населения:
- Республика Мордовия
- Ульяновская область
- Самарская область
- Пензенская область
- Московская область

## Финансирование газеты
Газета «Эрзянь Мастор» издаётся на общественных началах, поэтому нуждается в материальной помощи. Издание не финансируется органами власти Мордовии из-за оппозиционной критики в решении национальных вопросов в республике.

## Попытки прекращения деятельности газеты через суд
Верховный суд и прокурор Республики Мордовия 23 июля 2007 года подали заявление о прекращении деятельности газеты «Эрзянь Мастор». Главным доводом прекращения издания газеты было указано — «публикация материалов, в которых, по мнению прокуратуры, присутствуют факты и признаки экстремизма». Судебные тяжбы продолжались более 2 лет, за это время было проведено несколько лингвистических экспертиз несколькими независимыми экспертами: ГУ НИИ Гуманитарный институт при Правительстве РМ, филологический факультет Нижегородского государственного университета им. Н. И. Лобачевского, а также специалистами Казанского университета. Пан-финно-угристские активисты и СМИ направили открытое письмо президенту В. В. Путину с просьбой «остановите расправу с „Эрзянь Мастор“». Количество подписавшихся под обращением было около тысячи человек.
25 августа 2009 года была поставлена точка Верховным Судом Российской Федерации. Рассмотрев заявление прокурора Республики Мордовия суд под председательством судьи Кнышева В. П. не удовлетворил заявление и оставил в силе решение Верховного Суда Республики Мордовия от 30 июня 2009 года о том, что в газете не содержатся публикации экстремистской направленности.